# Jonathan Landman

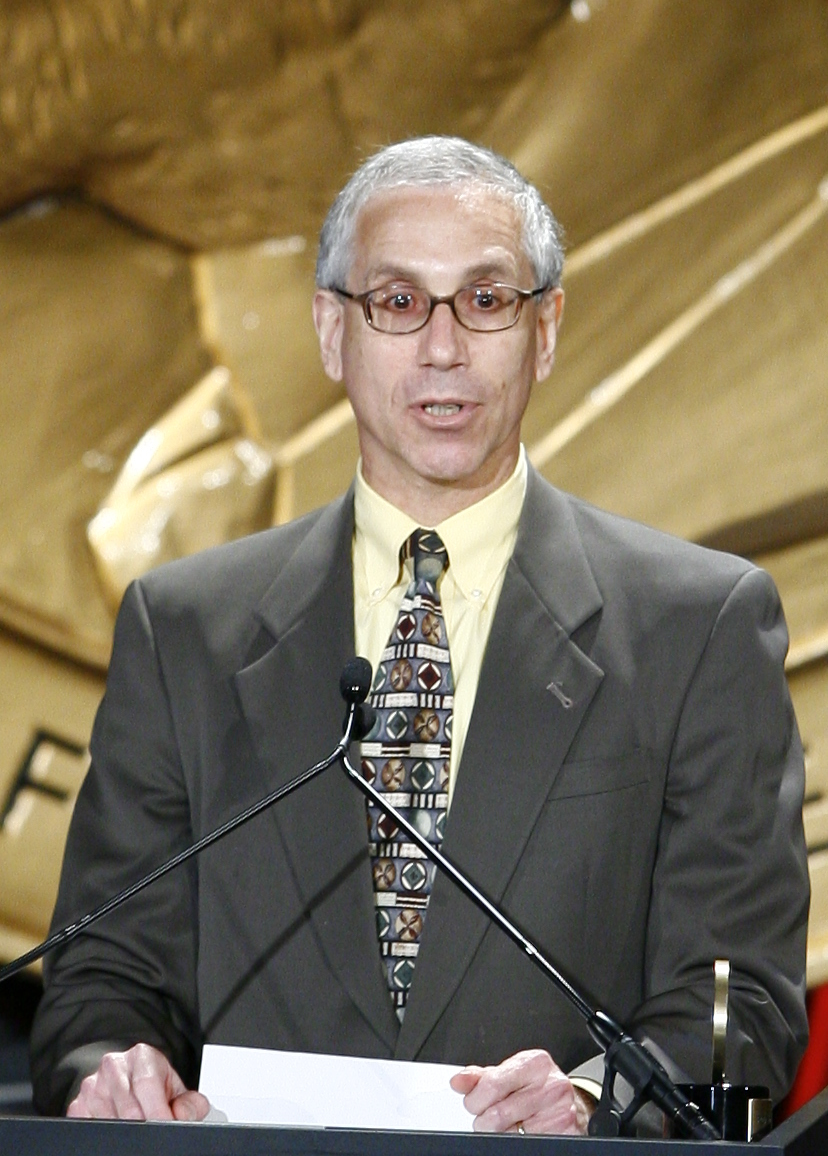
Jonathan Landman (2009)

Jonathan Landman (* 14. November 1952 in New York) ist ein US-amerikanischer Journalist und stellvertretender Chefredakteur der New York Times.
Landman studierte Geschichte am Amherst College (B.A. degree, magna cum laude 1974) und Journalismus an der Graduate School of Journalism der Columbia University (M.S. degree 1978). Er arbeitete für verschiedene Zeitungen: von 1985 bis 1987 für die New York Daily News, Newsday sowie The Chicago Sun-Times und wechselte dann zur New York Times, für die er unter anderem als stellvertretender Leiter des Washingtoner Büros und verantwortlicher Redakteur des New-York-Ressorts tätig war. Seit 2005 ist Landman Deputy stellvertretender Chefredakteur der New York Times und verantwortlich für digitalen Journalismus. Er ist verheiratet und hat zwei Kinder.
| Personendaten    | Personendaten                |
| ---------------- | ---------------------------- |
| NAME             | Landman, Jonathan            |
| KURZBESCHREIBUNG | US-amerikanischer Journalist |
| GEBURTSDATUM     | 14. November 1952            |
| GEBURTSORT       | New York                     |